# فردریک الکساندر کاتبرت
فردریک الکساندر کاتبرت (انگلیسی: Frederick Alexander Cuthbert؛ ۷ مه ۱۹۰۲ – ۱۴ سپتامبر ۱۹۷۸) معمار منظر و متخصص طراحی شهری اهل ایالات متحده آمریکا بود.

## زندگی
فردریک الکساندر کاتبرت در ۷ مه ۱۹۰۲ در اسکس، انتاریو کشور کانادا به دنیا آمد. شش ساله بود که خانواده‌اش به ماسکگون، میشیگان آمریکا نقل مکان کرد. الکساندر در زمینه معماری منظر در دانشگاه میشیگان تحصیل کرد و استاد دانشگاه ایالتی اورگن شد. کاتبرت در سال ۱۹۳۲ به عنوان معمار منظر به استخدام دانشگاه اورگن درآمد و در سال ۱۹۳۴ گروه معماری منظر را در آن دانشگاه تأسیس کرد. بعدها او رئیس دانشکده معماری و هنر آن دانشگاه شد.

دو منظر عمومی طراحی شده توسط کاتبرت در فهرست اماکن تاریخی آمریکا ثبت ملی شده است.